# Futbolen Klub Krumovgrad

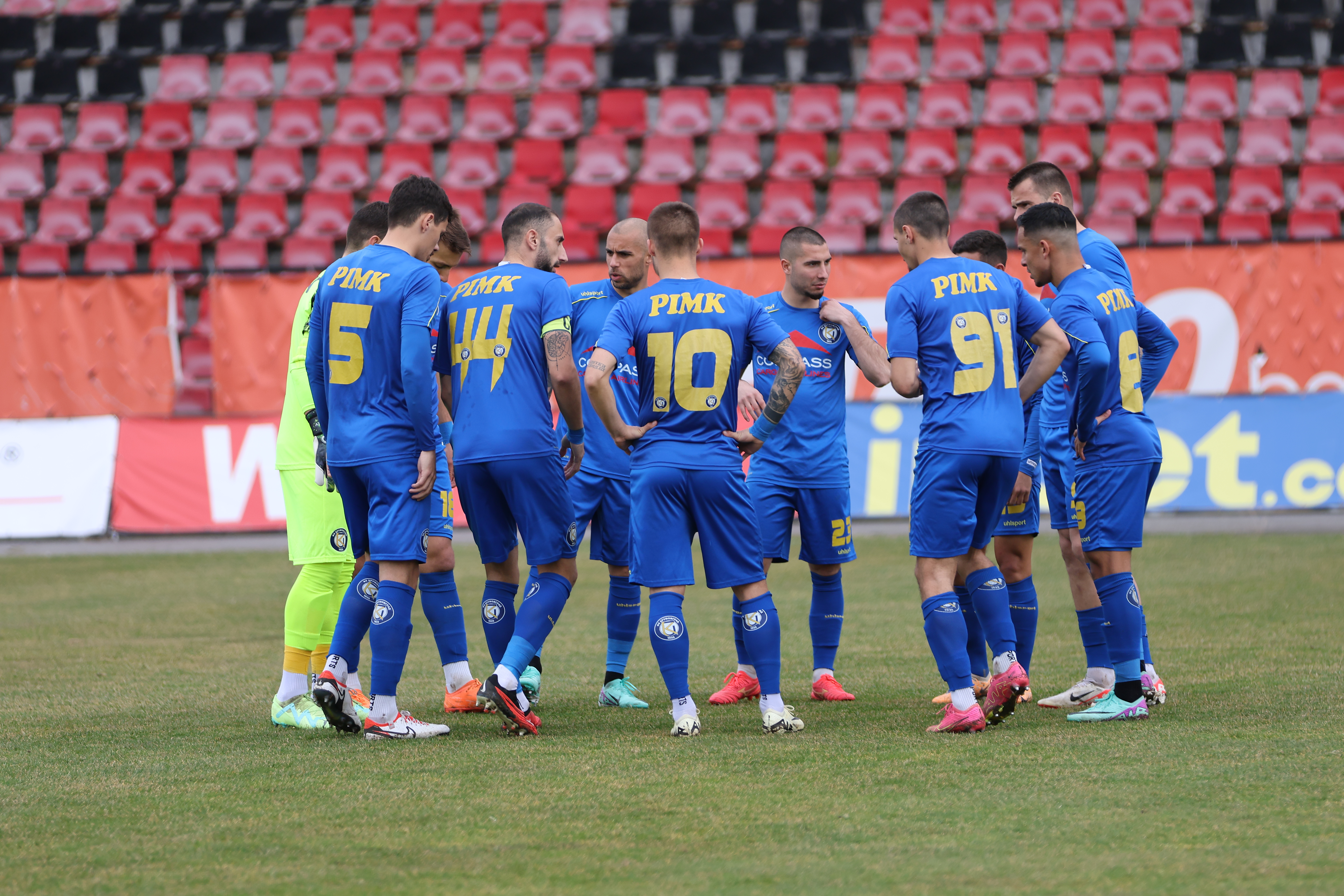

Il Futbolen Klub Krumovgrad, chiamato comunemente Krumovgrad, è una società calcistica bulgara con sede nella città di Plovdiv. Milita nella Părva liga, la massima serie del campionato bulgaro di calcio.
La squadra gioca le partite casalinghe allo stadio Krumovgrad, ma nella stagione 2023-2024 disputa le partite interne al complesso sportivo Botev 1912 di Plovdiv.

## Storia
La società viene fondata con il nome di Levski Kruomvgrad nel 1925, giocando principalmente nei campionati regionali. Per un breve periodo la squadra cesserà di esistere, prima di essere rifondata nel 2005 con il nome di Levski 2005.
Con il nuovo nome la squadra ottiene nel 2021 la promozione in terza serie, proponendosi come principale contendente alla vittoria del campionato e alla promozione tra i professionisti, sotto la guida di Stefan Genov. Nell'ottobre 2021 la società viene ridenominata, passando da Levski 2005 a Krumovgrad, adottando anche un nuovo stemma. Il 14 marzo 2022 vince il suo girone di Treta liga, ottenendo la sua prima promozione in Vtora liga.
Nel 2022-2023 si aggiudica la promozione in Părva liga, terminando la stagione al terzo posto.

## Allenatori
- 2021-2022  Stefan Genov
- 2022-2023  Akis Vavalis (lug.-ott.)
  -  Velislav Vutsov (ott.-dic.)
  -  Nemanja Miljanović (gen.-)
- 2023-2024  Nemanja Miljanović

## Palmarès

### Competizioni nazionali
- Treta amat'orska futbolna liga: 1

2021-2022 (Girone Sud-est)